# Organizační formy vyučování
Organizační formy vyučování jsou způsoby uspořádání celého vyučovacího procesu, jeho složek (učitele, žáka, učiva) a vzájemných vazeb v čase (dynamická stránka) a v prostoru (statická stránka). Každá organizační forma vyjadřuje zároveň vnitřní strukturu systému řízení výuky a ovlivňuje řadu faktorů, jako například metody vyučování.

## Vyučovací proces
Vyučovací proces může vypadat různě, jelikož se může lišit počet žáků a učitelů, učivo, prostor, ve kterém se vede hodina a její délka:
- žáci mohou být vyučování ve třídách, skupinách, dvojicích nebo jednotlivě
- učitelé vedou hodinu v počtu jednoho až dvou, nebo může být učitel s asistentem či může vyučovat tým učitelů s asistenty a dobrovolníky
- učivo je rozděleno do předmětu, projektů, programů nebo bloků
- prostory pro výuku mohou být učebny či laboratoře, které mohou být speciální nebo variabilní
- čas se stanovuje jako vyučovací hodina, blok, individuálně stanovený, dle potřeb učitele či žáka

Organizační formy můžeme třídit z určitých hledisek a to podle prostředí, podle uspořádání žáků, podle rolí žáku, atd.

## Organizační formy vyučování

### Individuální vyučování
Principy tohoto způsobu výuky stanovují, že jeden učitel vede jednoho žáka, který pracuje individuálně, bez spolupráce s ostatními žáky. Učitel přizpůsobuje postup výuky každému žákovi zvlášť podle jeho potřeb a schopností. Délka výuky není pevně stanovena, ale je flexibilní a přizpůsobuje se pokrokům žáka. Během výuky mohou být žáci rozmístěni různě a používají se různé pomůcky a vybavení.
Tato metoda je vhodná například pro výuku hry na hudební nástroj, protože je časově náročná a pro výuku jiných předmětů by byla méně efektivní.

### Skupinové vyučování
Skupinové vyučování je systém, ve kterém jsou žáci rozděleni do skupin o různém počtu. Skupiny mohou být homogenní - skupinu tedy tvoří žáci, kteří jsou na stejné, nebo podobné úrovni, nebo heterogenní - tedy smíšené. Všechny skupiny pak mohou řešit buď stejné úkoly, nebo každá jiný úkol odpovídající úrovni skupiny, případně se mohou na daných úkolech (stanovištích) střídat. Skupinové vyučování umožňuje učiteli individuálnější přístup při současné výuce většího počtu žáků. U žáků rozvíjí schopnost spolupráce.

### Hromadné vyučování

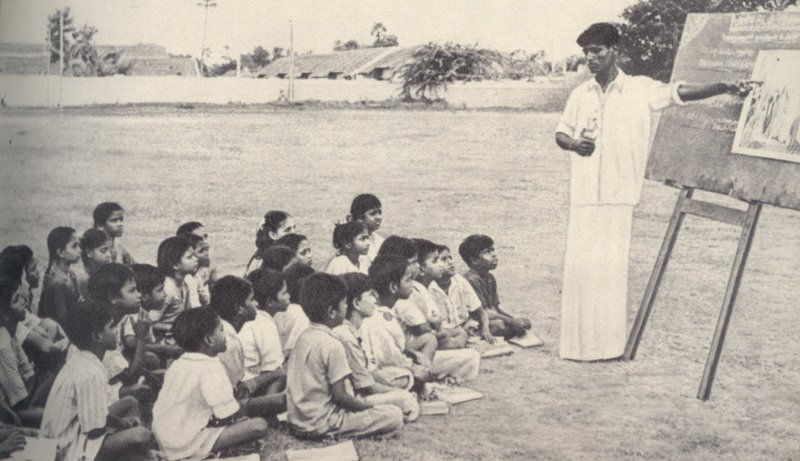
Výuka katechismu (hromadné vyučování)

Tento způsob vedení výuky je nejpoužívanější a dochází v ní k různým obměnám v průběhu vývoje lidské společnosti. Základními znaky jsou, že výuku žáků ve třídě vede jeden učitel, který má vedoucí postavení a „neomezené“ možnosti svého působení ve hodinách. Učivo je uspořádáno do předmětů, které se učí ve vyučovacích hodinách. Žáci jsou v jedné místnosti (učebně) stabilně rozmístění ve frontálním uspořádání.

#### Podoby hromadného vyučování
- vzájemné vyučování
- individualizované vyučování
  - pueblonská soustava
  - daltonský plán
  - winnetská soustava
- systém kolektivního vyučování
  - činná škola
  - pracovní škola
- systém projektů, komplexů
  - projektové vyučování (W. Kilpatrick)
  - soustava komplexu (SSSR, 30. léta)
- systém výběrového vyučování
  - batavská soustava (Kennedy, USA)
- systém diferencované vyučování
  - mannheimský systém (Sickinger, Německo)
  - jednotná a vnitřně diferencovaná škola (Příhoda, Česko)
  - systém stejnorodých tříd

### Kooperativní formy vyučování
Principy jsou založeny na změně funkce učitele, který je organizátor výuky. Žáci jsou sdruženi do skupin a cíleně spolupracují. Připravují se tak budoucí povolání, ve kterém budou muset pracovat s kolegy v práci. Učivo je přizpůsobeno a předměty jsou ale zachovány. Čas je dán podle činnosti skupiny. Žáci jsou rozmístění tak, aby to odpovídalo vytvořeným skupinám. V USA byli žáci rozdělování do skupin podle svých schopností, naopak ve Francii, kde se tento způsob výuky také vyskytuje, byly děti v kolektivu podle zájmu a přání. Dělení mělo své klady jako například efektivní práci při obtížných úkolech nebo pokud si žáci vyhovovali lépe spolu vycházeli.

### Týmové vyučování
Je posíleno postavení vyučujícího a zdůrazňuje se jeho specializace. Výuku vede tým, který může být složen z několika učitelů, specialistů. kandidátů, rodičů a pomocné síly. Výuka může mít 4 formy a to skupinovou, která je největší, poté střední, malé a individuální práci, dle potřeb. Na prostor je v tomto případě kladen velký nárok, protože jsou nutné velké sály, ale také malé učebny a laboratoře.